# Spermophorides icodensis
Spermophorides icodensis là một loài nhện trong họ Pholcidae. Loài này có ở quần đảo Canaria.